# Gerichtsbezirk Tulln

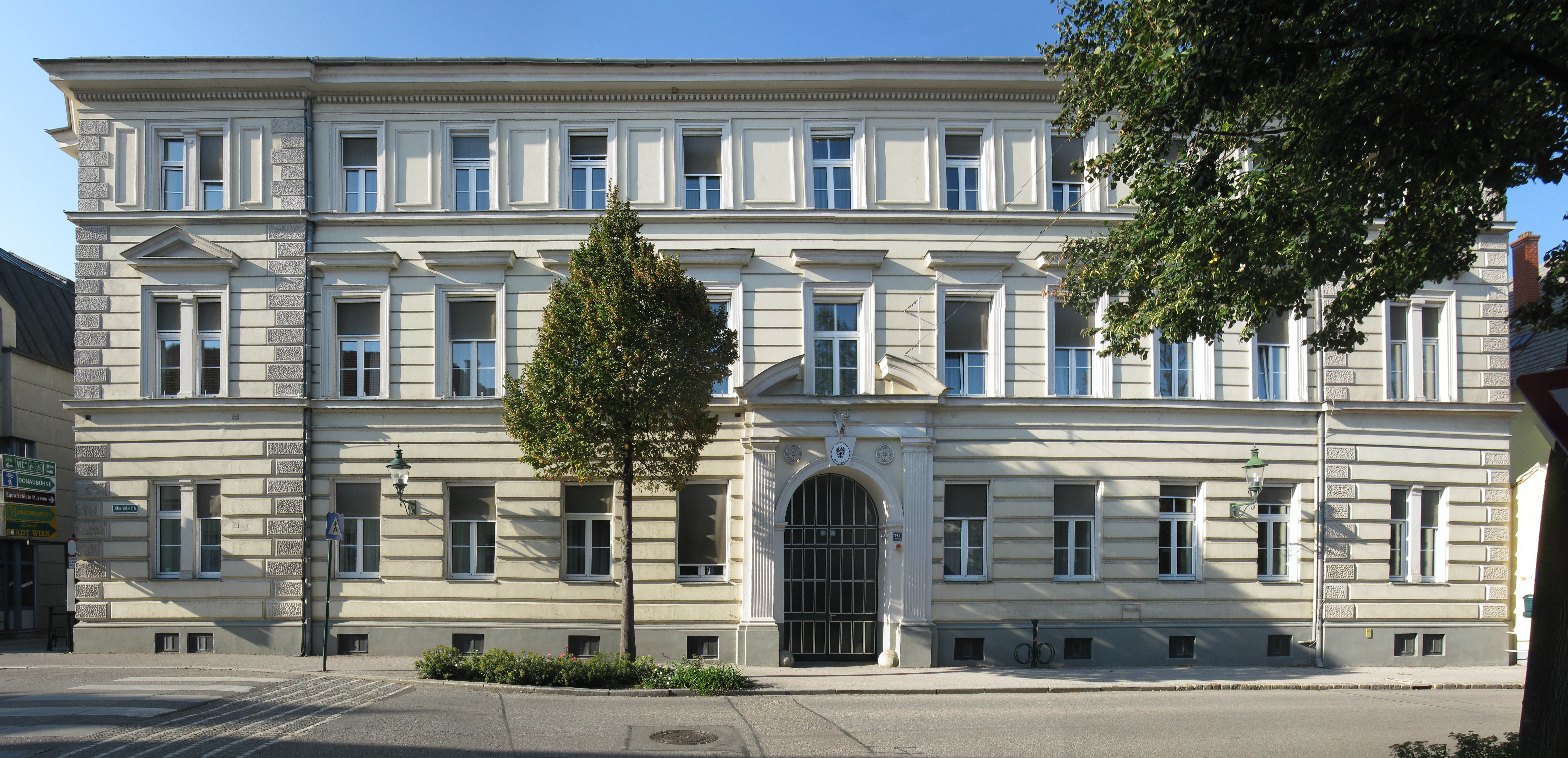
Bezirksgericht Tulln

Der Gerichtsbezirk Tulln ist einer von 24 Gerichtsbezirken in Niederösterreich und umfasst den Bezirk Tulln mit Ausnahme von Klosterneuburg. Der übergeordnete Gerichtshof ist das Landesgericht St. Pölten.

## Gemeinden
Einwohner: Stand 1. Jänner 2024

### Städte
- Tulln an der Donau (16.949)

### Marktgemeinden
- Absdorf (2469)
- Atzenbrugg (3465)
- Fels am Wagram (2503)
- Grafenwörth (3300)
- Großweikersdorf (3372)
- Judenau-Baumgarten (2386)
- Kirchberg am Wagram (3830)
- Königsbrunn am Wagram (1434)
- Königstetten (2520)
- Langenrohr (2572)
- Michelhausen (4234)
- Muckendorf-Wipfing (1697)
- Sieghartskirchen (7867)
- St. Andrä-Wördern (7953)
- Tulbing (3315)
- Würmla (1620)
- Zwentendorf an der Donau (4195)

### Gemeinden
- Großriedenthal (970)
- Sitzenberg-Reidling (2459)
- Zeiselmauer-Wolfpassing (2282)